# Oberonia cathayana
Oberonia cathayana là một loài thực vật có hoa trong họ Lan. Loài này được Chun & Tang mô tả khoa học đầu tiên năm 1982.